# Rosanne Bailey
Rosanne "Ro" Bailey , (10 de julio de 1950 - 1 de noviembre de 2016) fue una oficial militar estadounidense y administradora académica. Tras su jubilación de su carrera militar en la Fuerza Aérea de los Estados Unidos como general de brigada, fue nombrada vicecanciller para los servicios administrativos de la Universidad de Alaska Fairbanks (UAF) en agosto de 2006. Supervisó las oficinas administrativas, como el presupuesto, las operaciones comerciales, las compras, el personal, la gestión de riesgos, la salud junto con la seguridad ambiental, los departamentos de bomberos y policía y los servicios de las instalaciones.

## Carrera
Nacida en Chicago, Illinois, Bailey obtuvo un título de Bachelor of Science con honores de la Universidad Purdue en 1973. Obtuvo el cargo de segundo teniente a través de Officer Training School en 1977; sus asignaciones iniciales incluían el de analista de programas para el Sistema de Distribución de Información Táctica Conjunta, oficial de sistemas para Air Force Systems Command y administrador de programa para el sistema de control de vuelo digital F / FB / EF-111. En 1988, ganó dos premios de investigación en Air Command and Staff College , de la cual fue una distinguida graduada.
Desempeñó el puesto de asesor de adquisiciones de la Oficina del Secretario de la Fuerza Aérea y Comandante del 354.º Grupo de Logística en la Base de la Fuerza Aérea Eielson, Alaska. Ejerció como comandante en diversas unidades militares como en la Estación de la Fuerza Aérea Cheyenne Mountain, en el estado de Colorado, donde fue responsable de ejecutar la misión integrada de evaluación de ataque y advertencia táctica del Mando Norteamericano de Defensa Aeroespacial, la misión de defensa del país del Comando Norte de Estados Unidos, y el apoyo de advertencia espacial y de misiles del Comando estratégico estadounidense.

## Principales premios y honores
- Medalla del Servicio Superior de Defensa
- Legión al Mérito con tres hojas de roble.
- Medalla de servicio meritorio con cuatro grupos de hojas de roble
- Medalla de Encomienda de Servicio Conjunto
- Medalla de Servicio en la Defensa Nacional con Estrella de Bronce